# Jacek Skowroński (pisarz)
Jacek Skowroński (ur. 16 lipca 1963 w Warszawie) – polski pisarz, współzałożyciel i zastępca redaktora naczelnego magazynu fantastyczno-kryminalnego Qfant, juror cyklicznego konkursu literackiego Horyzonty Wyobraźni, laureat Grand Prix Ogólnopolskiego Konkursu na Opowiadanie Kryminalne (2008). Zadebiutował powieścią sensacyjno-kryminalną „Był sobie złodziej”. Mieszka w Warszawie, studiował ekonomię w Nowosybirsku i Moskwie, absolwent SGH. Żonaty, córka Sabina.
Imał się wielu profesji, zarabiając na życie między innymi jako tragarz, brukarz czy sprzedawca butów. Przez pewien czas „zajmował się” również włóczęgą.

### Powieści
- Cztery mile za Warszawą, wydawnictwo Skarpa Warszawska, premiera 26.03.2025, współautor – Maria Ulatowska.
- Hotel w Zakopanem, wydawnictwo Skarpa Warszawska, premiera 13.11.2024, współautor – Maria Ulatowska.
- Tajemnica Florentyny, wydawnictwo Skarpa Warszawska, premiera 19.06.2024, współautor – Maria Ulatowska.
- Zaginiony rękopis, wydawnictwo FILIA, premiera 26.07.2023, współautor – Maria Ulatowska.
- Kobiety Rawenów, wydawnictwo FILIA, premiera 22.02.2023, współautor – Maria Ulatowska.
- Tajemnica willi Sielanka, wydawnictwo FILIA, premiera 27.07.2022, współautor – Maria Ulatowska.
- Taki krótki urlop, Wydawnictwo Filia, data wydania 26.01.2022, współautor – Maria Ulatowska.
- Dziedziczka z Moczarowisk, Prószyński i S-ka, data wydania 10.06.2021, współautor – Maria Ulatowska (cykl Pałac w Moczarowiskach tom 2).
- Co komu pisane, Prószyński i S-ka, data wydania 11.02.2021, współautor – Maria Ulatowska.
- Pałac w Moczarowiskach, Prószyński i S-ka, data wydania 4.08.2020, współautor – Maria Ulatowska (cykl Pałac w Moczarowiskach tom 1).
- I tak nie przestanę Cię kochać, Prószyński i S-ka, data wydania 12.09.2019, współautor – Maria Ulatowska (cykl Szczepankowski tom 4).
- Dziewczyna ze Szczepankowa, Prószyński i S-ka, data wydania 12.03.2019, współautor – Maria Ulatowska (cykl Szczepankowski tom 3).
- Niecodzienny upominek, Prószyński i S-ka, data wydania 16.10.2018, współautor – Maria Ulatowska (cykl Szczepankowski tom 2).
- Pewnego lata w Szczepankowie, Prószyński i S-ka, data wydania 8.05.2018, współautor – Maria Ulatowska (cykl Szczepankowski tom 1).
- Kartka ze szwajcarskim adresem, Prószyński i S-ka, data wydania 13.02.2018, współautor – Maria Ulatowska[1].
- Tylko milion, Prószyński i S-ka, data wydania 25.04.2017, współautor – Maria Ulatowska[2]
- Historia spisana atramentem, Prószyński i S-ka, data wydania 11.10.2016, współautor – Maria Ulatowska[3]
- Pokój dla artysty, Prószyński i S-ka, data wydania 17.09.2015, ISBN 978-83-8069-072-1 współautor – Maria Ulatowska[4]
- Autorka, Prószyński i S-ka, data wydania 6.08.2014, ISBN 978-83-7961-006-8 współautor – Maria Ulatowska[5].
- Jacek Skowroński, Zabić, zniknąć, zapomnieć, Warszawa: Prószyński i S-ka, 2013, s. -, ISBN 978-83-7839-443-3, OCLC 840289257.
- Jacek Skowroński, Mucha, Gdańsk: Wydawnictwo Oficynka, 2010, ISBN 978-83-62465-10-1, OCLC 751447259. Brak numerów stron w książce
- Jacek Skowroński, Był sobie złodziej, Kraków: Wydawnictwo Otwarte, 2009, ISBN 978-83-7515-077-3, OCLC 751194021. Brak numerów stron w książce

### Opowiadania
- Prawo ostatniej nocy – współautor Kasia Szewczyk; Lśnienie Nr. 3 (2010)
- Kosztowny błąd – zbiór „Mogliby w końcu kogoś zabić”, Wydawnictwo Oficynka, Gdańsk 2010, ISBN 978-83-62465-02-6.
- Eksperyment XXI – kwartalnik fantastyczno-kryminalny Qfant
- Delirium tremens – kwartalnik fantastyczno-kryminalny Qfant
- Pod krzyżem świętego Andrzeja – współautor Kasia Szewczyk – kwartalnik fantastyczno-kryminalny Qfant
- Zabawa dla dwojga” – współautor Dagmara Andrzejczak – kwartalnik fantastyczno-kryminalny Qfant
- Epizod bez następstw – antologia Kot Polski t. I. (2009)
- Anna – antologia Kot Polski t. II. (2009)
- Mucha – antologia Kot Polski t. III. (2009):
- Za błędy trzeba płacić” – kwartalnik sZAFa Nr. 28 (2008)
- Głupi sen – kwartalnik sZAFa Nr. 28 (2008)
- Samarytański uczynek – Alfred Hitchcock Poleca Nr. 11 (2006)